# Sändlista
En sändlista är ett sätt att samordna e-post mellan många människor med ett gemensamt intresse. De flesta sändlistor behandlar ett specifikt ämne. För att kunna läsa mejlen på en sändlista måste man i allmänhet prenumerera på listan. Alla listdeltagare skickar sedan sina mejl till en viss adress och når sedan alla som prenumererar på listan.
Sändlista kan även benämnas e-postlista, mejllista eller mejlinglista, men termen sändlista rekommenderas av Svenska datatermgruppen.
Tekniskt fungerar listan genom att alla meddelanden sänds till listans e-postadress. Denna formella mottagare är då inte en normal e-postlåda utan ett datorprogram med tillgång till en lista på prenumeranternas e-postadresser. Programmet skickar e-posten vidare till alla prenumeranter. Programmet som hanterar vidarebefordringen har i allmänhet funktioner för att sålla bort skräppost och meddelanden som redan skickats ut och för att hantera felmeddelanden, prenumeration och olika typer av administration.
Programvaran bör klara att förhindra rundgång, som till exempel kunde föranledas av att någon av mottagarna skickar automatiska svar till listans adress (såsom om att de är på semester) eller att någon av mottagarna är en e-postlista som, eventuellt indirekt, har den ursprungliga e-postlistan bland sina mottagare. Problemet är icke-trivialt, då de automatiskt återsända meddelandena inte nödvändigtvis följer standarderna och kan lämna bort information programvaran lagt till för att känna igen sina egna meddelanden.

## Historia
När mejlen uppfanns 1971 på ARPANET gick det snart att även skicka meddelandet till flera personer samtidigt. Snart fanns det också mejllistor och de populäraste mejllistorna på ARPANET hette ”human-nets” (interaktion mellan människor och nätverk), ”network-hackers” (programmering), ”issues.sf-lovers” (om science fiction-böcker) och ”wine-tasters” (vinprovning). Mejllistorna fungerade genom det första mejlprogrammet SNDMSG.
Inspirerade av ARPANETS mailinglistor skapade Jim Ellis och Tom Truscott år 1980 Usenet. Usenet kan ses som en vidareutvecklad variant av mejllistor, där en särskild klient används för att organisera flödet av ny information.
Efter att World Wide Web spridits till allmänheten blev tjänster som Mailchimp, Yahoo groups och Google Grupper. Idag har sociala nätverk och webbforum gjort att maillistor har spelat ut sin roll i viss mån.